# Yiannis N. Moschovakis

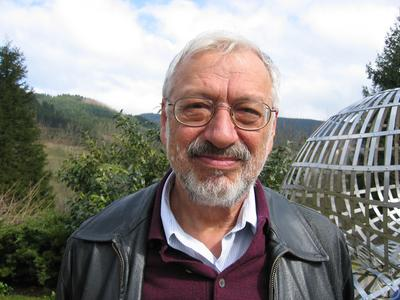
Yiannis N. Moschovakis (2005)

Yiannis (John) Nicholas Moschovakis (* 18. Januar 1938 in Athen) ist ein griechischstämmiger US-amerikanischer Logiker, der sich mit deskriptiver Mengenlehre, Theorie der Algorithmen und Rekursionstheorie beschäftigt.

## Leben und Wirken
Moschovakis ging in Athen zur Schule und kam 1956 in die USA, wo er bis 1960 am Massachusetts Institute of Technology studierte und danach an der University of Wisconsin–Madison, an der er 1963 bei Stephen Kleene promovierte (Recursive Analysis). Nach einem Jahr als Post-Doc an der Harvard University war er ab 1964 an der University of California, Los Angeles, wo er Professor ist. 1997 bis 2005 war er gleichzeitig an der Universität Athen, war dort aber schon zuvor regelmäßig. Zu seinen Doktoranden zählt Alexander S. Kechris. Er ist mit der Logikerin Joan Rand Moschovakis verheiratet, die ebenfalls bei Kleene studierte und am Occidental College unterrichtete. Mit ihr hat er einen Sohn und eine Tochter.
2008 hielt er die Tarski Lectures (Algorithms and implementations /English as an programming language/ The axiomatic derivation of absolute lower bounds). 1974 war er Invited Speaker auf dem Internationalen Mathematikerkongress in Vancouver (New Methods and Results in Descriptive Set Theory). Er ist Fellow der American Mathematical Society. 1970 erhielt er ein Forschungsstipendium der Alfred P. Sloan Foundation (Sloan Research Fellowship).

## Schriften (Auswahl)
- Descriptive Set Theory (= Studies in logic and the foundations of mathematics. 100). North Holland, Amsterdam u. a. 1980, ISBN 0-444-85305-7.
- Abstract Recursion and Intrinsic Complexity (= Lecture Notes in Logic. 48). Association for Symbolic Logic u. a., Ithaca NY 2019, ISBN 978-1-108-41558-3.